# Tour des vallées minières
Le Tour des vallées minières (en espagnol : Vuelta a los valles mineros) est une ancienne course cycliste par étapes espagnole disputée dans les Asturies. Créé en 1965, ses deux premières éditions sont disputées sous forme de course en ligne d'un jour.

## Palmarès
| Année | Vainqueur                | Deuxième                 | Troisième           |
| ----- | ------------------------ | ------------------------ | ------------------- |
| 1965  | Joaquín Galera           | Agustín Tamames          | Luis Ocaña          |
| 1966  | Mariano Díaz             | Manuel Martín Piñera     | Esteban Martín      |
| 1967  | Ginés García             | Luis Pedro Santamarina   | Valentín Uriona     |
| 1968  | Eduardo Castelló         | Domingo Fernandez        | Manuel Galera       |
| 1969  | Santiago Lazcano         | Vicente López Carril     | José Luis Abilleira |
| 1970  | Ventura Díaz             | Miguel María Lasa        | José Manuel Fuente  |
| 1971  | Vicente López Carril     | Agustín Tamames          | Eduardo Castelló    |
| 1972  | Luis Pedro Santamarina   | Enrique Sahagún          | Andrés Oliva        |
| 1973  | Vicente López Carril     | Damaso Torres            | José Luis Abilleira |
| 1974  | José Grande              | José Casas               | Ventura Díaz        |
| 1975  | José Martins             | Agustín Tamames          | Luis Ocaña          |
| 1976  | José Luis Uribezubia     | Luis Balagué             | José Casas          |
| 1977  | José Nazábal             | Fernando Mendes          | Jorge Fortià        |
| 1978  | José Nazábal             | Alberto Fernández Blanco | José Enrique Cima   |
| 1979  | Ángel Arroyo             | Sebastián Pozo           | Julián Andiano      |
| 1980  | Alberto Fernández Blanco | José Luis Laguía         | Antonio Gonzales    |
| 1981  | Alberto Fernández Blanco | Jorge Fortià             | Antonio Coll        |
| 1982  | Luis Vicente Otin        | Ismaël Lejarreta         | Ángel Arroyo        |
| 1983  | Felipe Yáñez             | Ángel Arroyo             | Reimund Dietzen     |
| 1984  | Julián Gorospe           | Iñaki Gastón             | Jesús Blanco Villar |
| 1985  | José Ángel Sarrapio      | Francisco Caro           | Peter Hilse         |
| 1986  | Lucien Van Impe          | Juan Tomás Martínez      | Felipe Yáñez        |
| 1987  | Miguel Indurain          | Roberto Torres           | Roque de la Cruz    |
| 1988  | Federico Echave          | Manuel Cunha             | Roque de la Cruz    |
| 1989  | Laudelino Cubino         | Javier Murguialday       | Federico Echave     |
| 1990  | Jesús Montoya            | Federico Echave          | Fabian Fuchs        |
| 1991  | Gert-Jan Theunisse       | Ronan Pensec             | Federico Echave     |
| 1992  | Alberto Camargo          | William Palacio          | Acácio da Silva     |
| 1993  | Fabio Rodríguez          | Robert Millar            | Bo Hamburger        |
| 1994  | Massimo Ghirotto         | Francesco Casagrande     | Michele Bartoli     |
| 1995  | Fernando Escartín        | Federico Echave          | Miguel Indurain     |
| 1997  | José Manuel Uría         | David Cañada             | Marino Alonso       |